# Янгантау
Янганта́у (рос. Янгантау, башк. Янғантау) — село у складі Салаватського району Башкортостану, Росія. Адміністративний центр Янгантауської сільської ради.
Населення — 1017 осіб (2010; 1086 в 2002).
Національний склад:
- башкири — 63 %

Стара назва — селище Санаторія «Янгантау».